# 如沐爱河
《如沐爱河》（日语：ライク・サムワン・イン・ラブ）是一部法国-日本合拍的剧情电影，由伊朗导演阿巴斯·奇亞羅斯塔米担纲导演和编剧，高梨臨、奥野匡以及加瀨亮担纲主演。这是在基亚罗斯塔米生前上映的最后一部作品。该片曾角逐第65届戛纳电影节金棕榈奖。